# Gyagyás gyilkosság 2.
A Gyagyás gyilkosság 2.  2023-ban bemutatott amerikai akciófilm, amelyet Jeremy Garelick rendezett. A 2019-es Gyagyás gyilkosság című film folytatása. A főbb szerepekben Adam Sandler, Jennifer Aniston, Mark Strong, Mélanie Laurent, Jodie Turner-Smith és John Kani látható.
Amerikában és Magyarországon is 2023. március 31-én jelent meg a Netflixen.

## Cselekmény
Négy évvel a Monte-Carlóban történt szökésük után Nick és Audrey Spitz főállású magánnyomozók lesznek. Elfogadják barátjuk, Vikram "A Maharadzsa" Govindan meghívását, hogy részt vegyenek a magánszigetén tartott esküvőjén, és remélik, hogy a vele való kapcsolatuk némi szakmai hitelességet kölcsönöz majd a csődbe ment nyomozóirodájuknak.
Ott találkoznak Vik francia menyasszonyával, Claudette Jouberttel, kacér üzlettársával, Francisco Perezzel, korábbi menyasszonyával, Sekou grófnővel és udvarhölgyével, Imanival, visszahúzódó nővérével, Sairával, kegyetlen testőrével, Lou-val, és régi barátjukkal, Ulenga ezredessel, akinek most hiányzik a bal karja, miután megmentette Viket egy merénylettől Mumbaiban.
Az esküvőn Audrey észreveszi, hogy egy köpenyes alak követi Vik elefántját. Az elefántról leesik egy holttest, és kiderül, hogy Vik testőre, Lou. Nick arra gyanakszik, hogy elterelésről van szó, és végignézi, ahogy a titokzatos alak elrabolja Viket. Rájönnek, hogy ismét egy összeesküvés hálójába kerültek, és a pár megállapítja, hogy legalább két elkövetőnek kell lennie: az egyik az eltereléshez, a másik pedig Vik elrablásához.
Másnap reggel a csoporthoz csatlakozik egy profi nyomozócsoport, amelyet Connor Miller, az MI6 egykori túsztárgyalója vezet. Az emberrabló telefonál, és azt a feladatot adja Nicknek, hogy Vikért cserébe 70 millió dolláros váltságdíjat vigyen a párizsi Diadalívhez.
Párizsba utazva Miller elviszi Nicket és Audreyt a cserepontra. Az emberrablók fegyverrel kényszerítik a párt egy furgonba. Bent a pár harcol velük, aminek vége az emberrablók halála és a furgon belezuhanása a Café Procope-ba. A sátorból kirohanó, késsel hadonászó Nickről készült felvételek alapján rájönnek, hogy rájuk akarják kenni Vik elrablását; Miller megérkezik, és tisztázza, hogy a felvételek deepfake-ek. Miután átvette a táska pénzt, és megkérte őket, hogy találkozzanak a Madeleine-templomban, Miller látszólag meghal, amikor felrobban az autója. Egy titokzatos alak ellopja az aktatáskát.
Laurent Delacroix felügyelő segítségével a házaspár egy vidéki kastélyig követi a teherautót, ahol Sekou és Imani rajtaütnek rajtuk, akik ragaszkodnak hozzá, hogy nem ők az emberrablók, és csak a pénzt akarják. Sekou lelőtte Imanit, és megpróbálja megölni a házaspárt, de a haldokló Imani lelővi. Nick és Audrey elmenekülnek, felhívják Delacroix-t és a többieket, és kérik, hogy Viket az Eiffel-toronynál lévő Le Jules Verne étterembe vigyék. Vik egy bombamellénybe szíjazva jelenik meg a találkozón. Nick azzal érvel, hogy a gyilkos soha nem veszélyeztetné a váltságdíjat. Ahogy azt előre megjósolja, a bomba visszaszámlálása megszakad, és megjelenik Miller, az emberrablás kitervelője; ő a robbanás előtt pillanatokkal a kocsiban lévő bombabiztos titániumkamrában elrejtőzve megrendezte a halálát. Megpróbálja megölni a csoportot, Susannal együtt, a magányos özveggyel, aki rég elveszett szerelmét, Garyt kereste, de Audrey belekapaszkodik a hámjába, és felhúzza a legfelső emeletre.
Nick üldözőbe veszi őket, legyőzi Miller embereit, és megsemmisíti a detonátort. Miller ledobja Audrey-t – aki még mindig a béklyójához van kötve – a toronyból. A két férfi közelharcba keveredik, amelynek csúcspontja, hogy Nick kinyitja az aktatáskát, és a pénzt szétszórja a szélben. Eközben a csoport segít hatástalanítani Vik bombáját, Susan pedig ellátja Delacroix-t, akit Miller lelőtt. Susan és Delacroix azonnal egymásba szeretnek, miután Delacroix megmutatja neki, hogyan kell füsttel köröket rajzolni. Fent a legfelső emeleten Audrey újra felbukkan, és segít Nicknek összekötni Miller hámját a torony liftmechanizmusával, és belevágja őt a menekülő helikopterének rotorlapátjaiba, amely felrobban, és a Szajnába zuhan.
Az étterembe visszatérve Audrey összetéveszti Saira elsötétedett kezét a vérrel, de Saira ragaszkodik hozzá, hogy a henna a felfordulás során elkenődött. Audrey rájön, hogy Saira nem volt jelen, amikor Vik elefántját bevezették a fogadás ceremóniájára, és eszébe jut, hogy a Lou-t megölő köpenyes alak ruháján nedves hennafolt volt. Saira lelepleződik, és megpróbálja lelőni Viket, de Ulenga megvédi - aki elveszíti a jobb karját, majd Claudette kiüti őt az aktatáskával. A felfordulás befejeztével Vik és Claudette úgy döntenek, hogy megszöknek, és 10 millió dollárt adnak Nicknek és Audrey-nak.

## Szereplők
| Szerep                       | Színész            | Magyar hang      |
| ---------------------------- | ------------------ | ---------------- |
| Nick Spitz                   | Adam Sandler       | Csőre Gábor      |
| Audrey Spitz                 | Jennifer Aniston   | Kökényessy Ági   |
| Connor Miller                | Mark Strong        | Epres Attila     |
| Claudette                    | Mélanie Laurent    | Pálmai Anna      |
| Sekou grófnő                 | Jodie Turner-Smith | Peller Anna      |
| Ulenga ezredes               | John Kani          | Faragó András    |
| Saira                        | Kuhoo Verma        | Lamboni Anna     |
| Laurent Delacroix            | Dany Boon          | Kőszegi Ákos     |
| Vikram "Maharadzsa" Govindan | Adeel Akhtar       | Seder Gábor      |
| Francisco                    | Enrique Arce       | Gyabronka József |

### Magyar változat
- Magyar szöveg: Vajda Evelin
- Hangmérnök: Halas Péter
- Vágó: Wünsch Attila
- Gyártásvezető: Vigvári Ágnes
- Szinkronrendező: Szalay Csongor
- Produkciós vezető: Fekete Márk

A szinkront a Direct Dub Studios készítette.

## A film készítése
2019 októberében bejelentették, hogy a Gyagyás gyilkosság folytatást kap Adam Sandler és Jennifer Aniston főszereplésével. 2021 augusztusában kiderült, hogy Jeremy Garelicket rendezőként, James Vanderbilt pedig forgatókönyvíróként vesz részt a filmben. A folytatást pedig Párizsban és a Karib-térségben forgatják. Sandler és Aniston megerősítette visszatérését a 2021 szeptemberében.
2022 januárjában bejelentették, hogy Adeel Akhtar és John Kani megismétlik az első filmben betöltött szerepüket, Mark Strong, Mélanie Laurent, Jodie Turner-Smith, Kuhoo Verma, Enrique Arce, Tony Goldwyn, Annie Mumolo és Zurin Villanueva pedig új szereplőként csatlakozik a filmhez.

### Forgatás
A forgatás 2022 januárjában kezdődött Hawaiin. Az utómunka és a gyártás pedig 2022 februárjában.  A forgatás 2022. április 8-án fejeződött be Párizsban, Franciaországban.  